# Osteospermum monocephalum
Osteospermum monocephalum es una especie de planta floral del género Osteospermum, tribu Calenduleae, familia Asteraceae. Fue descrita científicamente por (Oliv. & Hiern) Norlindh.
Se distribuye por Etiopía, Tanzania, Zambia, Zimbabue, Mozambique, Malaui, República Democrática del Congo y Angola.